# روفوس بالمر
روفوس بالمر هو طبيب وسياسي كندي، ولد في 23 مارس 1828، وتوفي في 1873.